# Аллерген

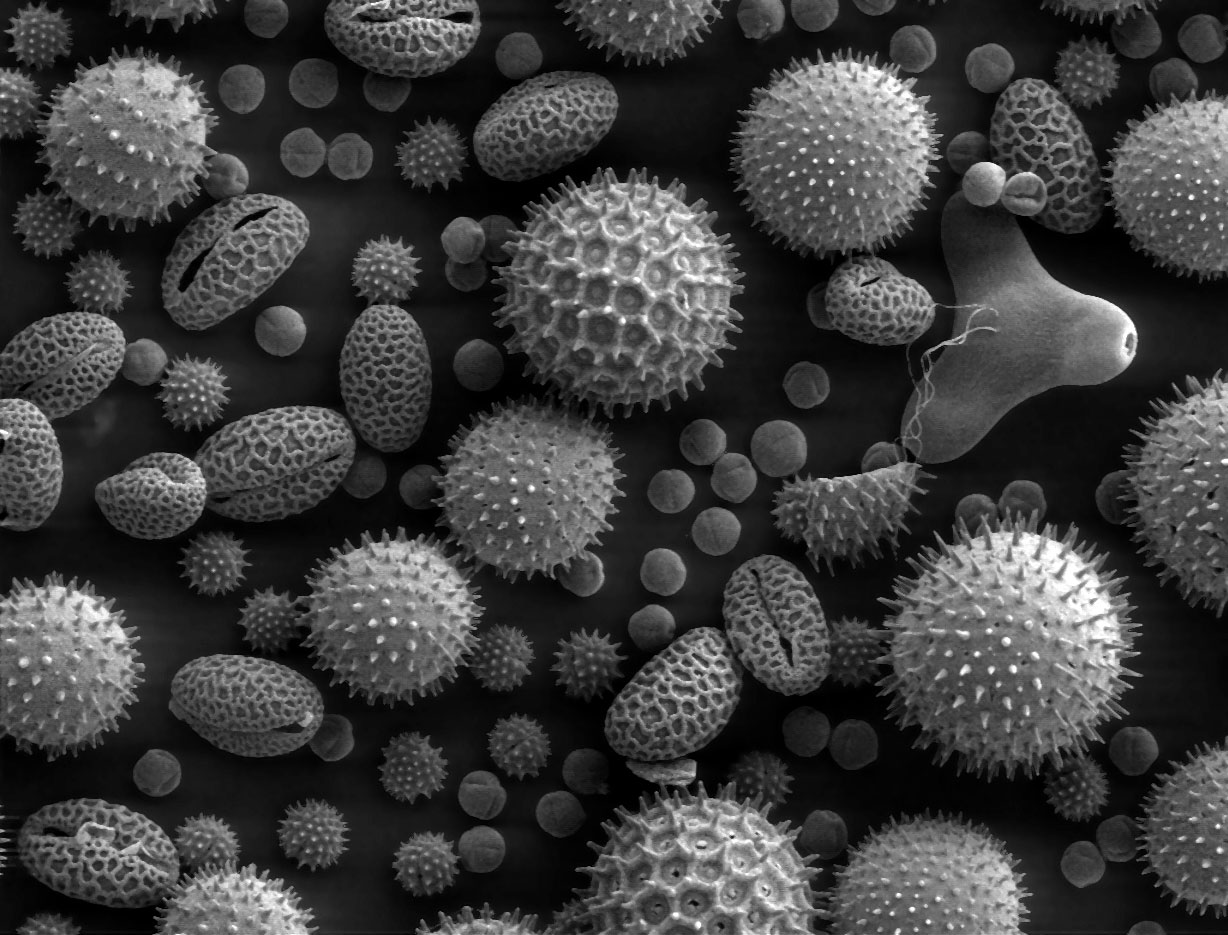
Несколько видов пыльцы, изображение получено со сканирующего электронного микроскопа.

Аллерге́н — это антиген, вызывающий у чувствительных к нему людей аллергические реакции. С научной точки зрения, аллерген — это антиген, который способен стимулировать реакцию гиперчувствительности I типа у людей, страдающих из-за атопического дерматита, посредством ответов иммуноглобулина E (IgE).

## Типы аллергенов
Аллергены могут быть найдены в различных источниках, таких как выделение пылевого клеща, пыльца, перхоть домашних животных, маточное молочко. Пищевая аллергия встречается не так часто, как чувствительность к пище, но некоторые продукты, такие как арахис (бобовые), орехи, морепродукты и моллюски, являются причиной серьёзной аллергии у многих людей.
Управление по надзору за качеством пищевых продуктов и медикаментов США официально признаёт наличие восьми пищевых продуктов, характерных для аллергических реакций у значительной части чувствительного населения. К ним относятся арахис, лесные орехи, яйца, молоко, моллюски, рыба, пшеница и их производные, соя и её производные, а также сульфиты (на химической основе, часто встречающиеся в ароматизаторах и красителях в пищевых продуктах) в количестве 10 частей на миллион и более.
В других странах, ввиду различий в генетических профилях их граждан и разного уровня воздействия определённых продуктов из-за различных пищевых привычек, «официальный» список аллергенов иной. Канада распознаёт все восемь аллергенов, признанных в США, семена кунжута и горчицу. Европейский Союз также признаёт другие зерновые продукты, содержащие глютен, и дополнительно сельдерей и люпин.
Другим аллергеном является урушиол, смола, производимая ядовитым плющом и ядовитым дубом, которая вызывает кожную сыпь, известную как контактный дерматит, вызванный урушиолом, который изменяет конфигурацию клеток кожи таким образом, что иммунная система больше не распознаёт её как часть тела. Различные деревья и изделия из дерева, такие как бумага, картон, МДФ и т. д., также могут вызывать симптомы аллергии, от лёгкой до тяжелой степени, из-за прикосновения или вдыхания опилок, такие как астма и кожная сыпь.
Аллергическая реакция может быть вызвана любой формой прямого контакта с аллергеном — употребление пищи или напитков, к которым чувствителен (приём внутрь), вдыхание пыльцы, парфюма или перхоти домашних животных (вдыхание) или лёгкое прикосновение части тела к вызывающим аллергию растениям (прямой контакт).
Другими частыми причинами серьёзной аллергии являются оса, огненный муравей и пчела, пенициллин и латекс. Чрезвычайно серьёзная форма аллергической реакции называется анафилаксией. Одной из форм лечения является введение стерильного адреналина человеку, испытывающему анафилаксию, который подавляет чрезмерную реакцию организма на аллерген и позволяет транспортировать пациента в медицинское учреждение.

## Общие аллергены
В зависимости от происхождения аллергены можно разделить на несколько групп:
- бытовые — домашняя и бытовая пыль, мел и его раствор в воде, продукты переработки нефти;
- эпидермальные — шерсть, пух, перо, перхоть, экскременты, слюна домашних животных (кошек, собак, морских свинок, хомяков, птиц, кроликов, лошадей, овец и др.), эпидермис человека;
- инсектные — синантропные микроклещи, тараканы, жалящие и кровососущие насекомые, паукообразные;
- пыльцевые — пыльца различных растений, чаще злаковых, сорных трав, деревьев;
- пищевые — потенциально любой пищевой продукт может быть аллергеном. Высокая степень аллергизирующей активности у коровьего молока, рыбы и морепродуктов, яичного белка, куриного мяса, клубники, малины, цитрусовых, шоколада, орехов;
- лекарственные — аллергенами могут быть любые лекарственные препараты, включая и противоаллергические средства;
- грибковые — основной компонент домашней пыли, чаще речь идёт о плесневых и дрожжевых грибках;
- гельминтные — антигены аскарид, остриц власоглава и других гельминтов.

Кроме того, аллергенами в переносном смысле называют причины возникновения аллергии:
- термические — ветер, мороз, незначительный холод и любые его проявления;
- морально-биологические — нервный срыв, переживание, страх, волнение.

## Сезонная аллергия
Симптомы сезонной аллергии обычно возникают в определённые периоды года. Обычно весной, летом или осенью, когда цветут определённые деревья или травы. Это зависит от вида дерева или травы. Например, некоторые деревья, такие как дуб, вяз и клён, берёза, ольха, цветут весной, в то время как травы цветут летом.
Аллергия на траву, как правило, связана с поллинозом, поскольку их причины и симптомы похожи друг на друга. Симптомы включают ринит, который вызывает чихание и насморк, а также аллергический конъюнктивит, который включает слезотечение и зуд в глазах. Кроме того, может начаться щекотание в верхней части рта или в задней части горла.
Кроме того, в зависимости от сезона симптомы могут быть более серьёзными, и люди могут испытывать такие симптомы, как кашель, хрипы и раздражительность. Случается, что люди даже впадают в депрессию, теряют аппетит или имеют проблемы со сном. Кроме того, из-за заложенности носовых пазух некоторые люди испытывают головные боли.
Если в прошлом оба родителя страдали от аллергии, то вероятность, что их ребёнок также будет страдать от сезонных аллергий, составляет 66 %. Риск снижается до 60 %, если только один родитель страдал от аллергии. Иммунная система также оказывает сильное влияние на сезонную аллергию, так как она по-разному реагирует на различные аллергены, такие как пыльца. Когда аллерген попадает в организм человека, который предрасположен к аллергии, он вызывает иммунную реакцию и выработку антител. Эти аллергенные антитела мигрируют в тучные клетки, покрывающие нос, глаза и лёгкие. Когда аллерген попадает в нос более одного раза, тучные клетки выделяют множество химических веществ, или гистаминов, которые раздражают и воспаляют слизистую оболочку носа и вызывают симптомы аллергической реакции: зуд в горле, зуд, чихание и слезящиеся глаза. Некоторые симптомы, которые отличают аллергию от простуды, включают:
- Отсутствие повышенной температуры.

- Слизистые выделения жидкие и прозрачные.

- Чихание происходит быстро и несколько раз подряд.

- Зуд в горле, ушах и носу.

- Эти симптомы обычно длятся дольше 7-10 дней.

## Грибковые аллергены
В 1952 году были описаны вещества как возможные переносимые по воздуху аллергены базидиоспоры и позже в 1969 году были связаны с появлением астмы.
Базидиоспоры стали преобладающими переносимыми по воздуху грибковыми аллергенами. Они считаются основным источником переносимых по воздуху аллергенов. К семейству базидоспор относятся грибы, ржавчина, гриб-дождевик, сажистый грибок. Воздушные споры грибов достигают такого же уровня воздействия как плесень и пыльца. Респираторная аллергия на грибы составляет 30 % от числа лиц с аллергическим расстройством, и менее 1 % от пищевой аллергии.
Аллергия на споры грибов может вызвать немедленную аллергическую симптоматику или отсроченные аллергические реакции. Больные с астмой, чаще имеют немедленные аллергические реакции, а те, кто страдает аллергическим ринитом, чаще имеют отсроченные аллергические реакции.
На увеличение числа случаев госпитализации детей с астмой служат сильные дожди, при которых увеличивается выброс грибковых спор.